# Souris (ancienne circonscription fédérale)
Pour les articles homonymes, voir Souris (homonymie).
Souris fut une circonscription électorale fédérale du Manitoba, représentée de 1904 à 1953.
La circonscription de Souris a été créée en 1903 avec des parties de Brandon et de Lisgar. Abolie en 1952, elle fut fusionnée avec la circonscription de Brandon pour créer Brandon—Souris.

## Députés
1. 1904-1917 — Frederick Laurence Schaffner, CON
2. 1917-1921 — Albert Ernest Finley, Unioniste
3. 1921-1930 — James Steedsman, PPC
4. 1930-1935 — Errick French Willis, PC
5. 1935-1940 — George William McDonald, PC
6. 1940-1952 — James Arthur Ross, PC

- CON = Parti conservateur du Canada (ancien)
- PC = Parti progressiste-conservateur
- PPC = Parti progressiste du Canada